# Міранда Гарт
Міранда Гарт (англ. Miranda Hart); (14 грудня 1972 , Торкі, Девон ) — британська акторка, комікеса і сценаристка, п'ятиразова номінантка BAFTA TV Award.

## Життя та кар'єра
Народилася 14 грудня 1972 року в Торкі, графство Девон, у заможній сім'ї. Її батько Девід Гарт Дайк був офіцером Королівського флоту і командиром корабля HMS Coventry, затопленого під час Фолклендської війни. Її мати, Діана Марґарет, донька сера Вільяма Люса, колишнього губернатора Аденської колонії.  Міранда навчалася в університеті Західної Англії в Бристолі, після чого почала виступати комікесою на сцені, перш ніж у 2004 році дебютувати на телебаченні.
Здобула популярність виступами в англійських ситкомах BBC. З 2006 по 2009 рік знімалася в ситкомі «Жодних побачень», а потім створила власне шоу «Міранда». Ситком приніс їй чотири номінації на телевізійну премію BAFTA. Шоу транслювалось аж до 2015 року. У 2012 році почала зніматися у драматичному серіалі «Викликайте акушерку», граючи медсестру. Роль принесла Гарт ще одну номінацію на BAFTA.
У 2014 році знялася з Меліссою Маккарті в її фільмі «Шпигунка», таким чином дебютуючи на міжнародному рівні.

## Фільмографія
| Рік       |    | Українська назва         | Оригінальна назва           | Роль                  |
| --------- | -- | ------------------------ | --------------------------- | --------------------- |
| 1994      | с  | Містер Бін               | Mr. Bean                    | Екстра                |
| 2004      | с  | Вільям і Мері            | William and Mary            | Пенелопа              |
| 2004      | ф  | Матері та дочки          | Mothers and Daughters       | Кейт                  |
| 2004      | с  | Ще по одній              | Absolutely Fabulous         | Йоко                  |
| 2005      | с  | Вікарій з Діблі          | The Vicar of Dibley         | Сюзі                  |
| 2005      | с  | Добраніч                 | Nighty Night                | Бет                   |
| 2005      | ф  | Моя родина та інші звірі | My Family and Other Animals | Jonquil               |
| 2006      | кф | Навіть не думай!         | Don't Even Think It!        | Джинні Сінглетон      |
| 2006      | с  | невдаха                  | Lead Balloon                | Марин                 |
| 2006—2007 | с  |                          | Hyperdrive                  | Тил                   |
| 2007      | ф  | 12 у коробці             | 12 in a Box                 | Рейчел                |
| 2007      | ф  | Я хочу цукерку           | I Want Candy                | рецепціоністка        |
| 2007      | с  | Римська імперія          | Roman's Empire              | кастинг-директорка    |
| 2007      | ф  | Фокусники                | Magicians                   | менеджерка банку      |
| 2007      | кф | Світ реслінгу            | World of Wrestling          | Клондайк              |
| 2007      | с  |                          | Angelo's                    | Шеллі                 |
| 2007      | тф | Еверглейдс               | The Everglades              | безіменна роль        |
| 2008      | ф  | Річковий патруль         | Tales of the River Bank     | міс Мач               |
| 2008      | с  | Готель "Траббл"          | Hotel Trubble               | Лілі Лемон            |
| 2010      | ф  | Невірний                 | The Infidel                 | Місіс Кейс            |
| 2012—2015 | с  | Викличте акушерку        | Call the Midwife            | Камілла «Чаммі» Браун |
| 2015      | ф  | Шпигунка                 | Spy                         | Ненсі                 |
| 2016      | ф  | Кентервільський привид   | The Canterville Ghost       | Озвучування           |
| 2020      | ф  | Емма                     | Emma                        | міс Бейтс             |

### Телешоу
- 2001 — скетч-шоу « Жіночі витівки» (Smack the Pony) — різні ролі (сезон 3, 3 епізоду)
- 2004—2007 — скетч-шоу «Дурний!» (Stupid!) — Різні ролі (сезони 1 і 2)
- 2005 — скетч-шоу «Чоловік і жінка» (Man Stroke Woman) — покупчиня (сезон 1, епізод 5)
- 2005 — шоу Comedy Lab — різні ролі (два епізоди — Speeding і Slap)
- 2007 — скетч-шоу «Час-пік» (Rush Hour) — регулювальниця руху (епізод 1)
- 2009 — скетч Gimme, Gimme, Gimmick (Mamma Mia: The Movie) серіалу «Френч і Сандерс» (French and Saunders) для Red Nose Day 2009 — Філіда Ллойд

## Нагороди
| Рік  | Премія                                                              | Категорія                                               | Робота               | Результат |
| ---- | ------------------------------------------------------------------- | ------------------------------------------------------- | -------------------- | --------- |
| 2010 | Британська Академія Телебачення (British Academy Television Awards) | Найкращий комедійний сценарій                           | Міранда              | Номінація |
| 2010 | Британська Академія Телебачення (British Academy Television Awards) | Найкраща комедійна актриса                              | Міранда              | Номінація |
| 2010 | Телевізійний фестиваль у Монте-Карло                                | Найкраща актриса                                        | Міранда              | Номінація |
| 2010 | Broadcast Awards                                                    | Найкраща комедійна програма                             | Міранда              | Номінація |
| 2011 | 22nd British Comedy Awards                                          | Найкраща комедійна актриса телебачення                  | Міранда              | Перемога  |
| 2011 | 22nd British Comedy Awards                                          | Приз глядацьких симпатій для короля чи королеви комедії | Міранда              | Номінація |
| 2013 | The National Television Awards                                      | Outstanding Drama Performance (Female)                  | « Викличте акушерку» | Перемога  |
| 2014 | The National Television Awards                                      | Drama                                                   | « Викличте акушерку» | Номінація |
| 2014 | The National Television Awards                                      | Drama Performance                                       | « Викличте акушерку» | Номінація |